# Happyend
『happyend』（ハッピーエンド）は、声優の浅野真澄が出した1枚目のフルアルバムである。品番はCOCX-33238。

## 解説
全11曲中、8曲の作詞を自身が手掛けている。
浅野がファンであるROCOから表題曲「happyend」を含む2曲、ラジオ番組などでのつながりの深い鷲崎健と伊福部崇のユニット・ポアロから9曲目「バカみたいな青空」の楽曲提供を受けている。
前作のミニアルバム『nostalgia』から引き続き、大川茂伸が参加している。本作では3曲目「足跡」、7曲目「魔よけカセット」の2曲の作編曲を担当した。
このアルバムのミュージック・ビデオなどを収録したDVD『doridori』（博報堂DYミュージック&ピクチャーズ）、エッセイ集『ひだまりゼリー』（ジャイブ）との3作同時発売だった。

## 収録曲
1. 散歩道
作詞・作曲：ROCO、編曲：長谷川智樹
  - 『A&G 超RADIO SHOW〜アニスパ!〜』（#72〜#105）、エンディングテーマ。
2. カビと歯ブラシ
作詞：浅野真澄、作曲：大内哲也、編曲：元道俊哉
3. 足跡
作詞：浅野真澄、作曲・編曲：大川茂伸
4. 夏休み
作詞：浅野真澄、作曲・編曲：橋本由香利
5. ヴァニラエッセンス
作詞：浅野真澄、作曲：鷲崎健、編曲：元道俊哉
6. さよなら
作詞：浅野真澄、作曲：浅見竜介、編曲：林有三
7. 魔よけカセット
作詞：浅野真澄、作曲・編曲：大川茂伸
8. 恋のルール
作詞：浅野真澄、作曲：Funta、編曲：元道俊哉
9. バカみたいな青空
作詞：伊福部崇、作曲：鷲崎健、編曲：元道俊哉
10. 噴水公園
作詞：浅野真澄、作曲：日向めぐみ、編曲：宅見将典
11. happyend
作詞・作曲：ROCO、編曲：藤井丈司